# Mappates plataxus
Mappates plataxus is een eenoogkreeftjessoort uit de familie van de Caligidae. De wetenschappelijke naam van de soort is voor het eerst geldig gepubliceerd in 1959 door Rangnekar.